# XCOR Aerospace
XCOR Aerospace è un'impresa aerospaziale privata di motori per razzi con sede presso lo spazioporto di Mojave in California.
XCOR nacque dagli ex membri del gruppo di sviluppo della Rotary Rocket nel settembre 1999.
L'amministratore delegato di XCOR è Jeff Greason.